# Axl Rose
W. Axl Rose (Lafayette, Indiana, 6. veljače 1962.), američki je pjevač i frontmen hard rock sastava Guns N' Roses. Prepoznatljiv je po svom iznimno svestranom vokalu koji doseže od onih najnižih do najviših tonova. Mnogi ga smatraju najutjecajnijim i najboljim vokalima u povijesti rocka.

## Životopis

### Djetinjstvo
Rose je rođen kao William Bruce Rose Jr. u Laffayetu u Indiani od šesnaestogodišnje majke Sharon Elisabeth Lintner i dvadesetogodišnjeg oca Williama Brucea Rosea. Odrastao je u vrlo religioznom okruženju pentekostalne crkve.
Njegovi roditelji su se rastali kada je Axl imao samo 2 godine. Majka mu se preudala za očuha Stephena L. Baileya, tako da je mali William dobio očuhovo prezime i postao William Bruce Bailley.
U dobi od 17 godina, dok je pregledavao papire za osiguranje u kući svojih roditelja, Rose je saznao za postojanje svog biološkog oca i neslužbeno je prihvatio svoje rodno prezime. Međutim, sebe je nazivao samo W. Roseom, jer nije želio dijeliti ime sa svojim biološkim ocem.
U ožujku 1986. g., Rose je legalno promijenio svoje ime u W. Axl Rose.
Samim time Axl Rose je za pjesmu "Sympathy for the Devil" jednom izjavio kako su početne riječi zapravo 100% o njemu, jer u imenima Axl Rose, William Bailey, Bruce Bailley ili William Bruce Rose, su sva imena Axla Rosea koja se mogu očitati u toj pjesmi, koja je originalno od Rolling Stonesa, a Gunsi su je obradili za soundtrack filma Intervju s vampirom.
Axl u svojoj verziji pjeva Please to meet you, hope you'll guess my name, poigravajući se pogađanjem njegovog punog imena, nakon toliko imena i prezimena.

## Glazbeni početci i G N’ R
Sa 17 god. Axl je već imao podeblji dosje u policiji, i jednom je njegov socijalni službenik išao da mu prekine uvjetnu kaznu i stavi ga u zatvor, no Axl je tada pobjegao sa samo 20$ i marihuanom u džepu. Pobjegao je i došao u Los Angeles 1982. g., s ciljem da istraži rock scenu i postigne nešto u životu, cilj mu se i ostvario. Godine 1987. kada su novopečena grupa Guns N’ Roses od tada 5 nepoznatih, a danas 5 najpoznatijih osoba sastavljeni u tu supergrupu da rasturaju svijetom izdali Appetite for Destruction, album.
Axl Rose, Slash, Duff McKagan, Izzy Stradlin te Steven Adler, su od 1985. do 1990. g. bili sastav koji je živio onim stilom koji su svima prodavali, a bio je to still rocka "Živi brzo i dobro i umri mlad i slavan."
No, nakon te duge stanke od godine i pol dana, između polovice 1989. g. i kraja 1990 g. Axl Rose se izgubio, a onda početkom 1991. god. se vratio, ali više ne onako živi brzo, umri mlad, sada se Axl usredotočio, da nije dosta poharati svijet svojim glazbenim umijećem, nego da i ostavi nešto tom svijetu glazbe koji je toliko volio.

## Chinese Democracy
Axl Rose nastavlja rad s novim članovima sastava, osim Dizzyja Reeda koji se sastavu pridružio 1990. Godine 2008. objavljuju Chinese Democracy.

## Vanjske poveznice
|  | Zajednički poslužitelj ima stranicu o temi Axl Rose    |
|  | Zajednički poslužitelj ima još gradiva o temi Axl Rose |
|  | Wikicitati imaju zbirke citata o temi Axl Rose         |

- W. Axl Rose u internetskoj bazi filmova IMDb-u (engl.)